# الفتوة (فلم)
الفتوة فيلم مصري من إنتاج عام 1957.

## قصة الفيلم
يدخل هريدي الصعيدي الباحث عن الرزق في سوق الخضار، فيستقبله بالصفع على قفاه، ويستخدمه بديلا عن الحمار المريض، وبعد محاولات للعمل الخاص، ينجح في العمل لدى المعلم أبو زيد كبير تجار السوق بمساعدة المعلمة حسنية، يتقرب هريدي من أبو زيد، ويعرف كل أسراره وطرق حصوله على الرشاوى والمزادات والاستعانة بذوى النفوذ، ينفصل هريدي عن المعلم ويتزوج حسنية، ويصبح من كبار التجار بمساعدة منافسي أبو زيد من التجار، والذين عانوا من طغيانه، يشك أبو زيد في أن هريدي يخونه، لكن كل محاولاته للبحث عن الحقيقة تبوء بالفشل، يدخل أبو زيد السجن ويصبح هريدي سيد السوق، ويحصل على رتبة البكوية بنفس أساليب أبو زيد، ويتحول إلى طاغية مثله، يخرج أبو زيد من السجن، وتدور منافسة بينه وبين هريدي حول أحد المزادات الكبيرة، تقوم مواجهة ساخنة، يموت فيها أبو زيد، ويتم القبض على هريدي، وعلى السوق استقبال وافد جديد.

## بطولة
- فريد شوقي
- تحية كاريوكا
- زكي رستم
- ميمي شكيب
- توفيق الدقن
- محمود السباع
- نعيمة وصفي
- فاخر فاخر
- لطفي الحكيم
- حسن البارودي
- عبد العليم خطاب
- عبد الغني النجدي
- كمال ياسين
- محمد رضا
- نظيم شعراوي
- أحمد الحماقي
- سلوى محمود

### ضيوف الشرف
- هدى سلطان
- محمود المليجي

## روابط خارجية
- مقالات تستعمل روابط فنية بلا صلة مع ويكي بيانات